# 朴璟遠
朴 璟遠（パク・キョンウォン、朝鮮語: 박경원、1923年1月3日 - 2008年2月20日）は、大韓民国の政治家。第10代大韓民国国会議員。元内務部長官（3回）、第19代逓信部長官、第17代交通部長官。統一主体国民会議事務総長。
本貫は密陽朴氏。号は蓮牛（ヨヌ、연우）。カトリック教徒。

## 経歴
日本統治時代の全羅南道霊光郡に生まれた。木浦商業高等学校（現・木商高等学校）、長崎高等商業学校卒業。学徒出陣して日本軍少尉。千葉陸軍高射学校卒業。1946年6月12日付で軍事英語学校を卒業して任少尉（軍番10106番）。1960年に檀国大学校法律学科を卒業し、翌年に国防大学院を修了した。韓国陸軍入隊後は少将・中将を務めた。1950年、第11師団参謀長。1952年10月、光州の砲兵学校に入校。1953年、第11砲兵団長。1954年、第4軍団砲兵司令官。1956年に第1師団長、1958年に第27師団長に任命され、以後陸軍本部兵站監（1959年）、陸軍諜報部隊長を経て第13代第2軍団長（1961年5月）を務めた。5・16軍事クーデター直後、現役軍人の身分として慶尚北道知事に任命された。
1962年10月16日、第27代内務部長官に任命され、大韓民国政府樹立後最初の現役軍人の内務部長官となった。1963年11月に内務部長官職を辞任し、再び軍に復帰し陸軍中将として合同参謀本部長を務めた。1965年に第2軍司令官に任命され、1966年に陸軍中将として予備役に編入した。退役後に1966年12月27日から1967年10月2日まで第19代逓信部長官を務め、1967年10月3日から1968年5月21日まで第17代交通部長官を務め、1968年5月に内務部長官に再任された。内務部長官の任期中に、過剰生産のセメントを全国に普及し、セマウル運動の推進政策をとった。併せて住民登録制度の実施、予備軍及び民防衛隊の創設、クリスマスの静かに送る運動などを推進した。
内務省長官退任後、5・16財団理事に選任され、1972年6月に大韓石炭公社の総裁を務めた。1972年12月に維新憲法により設置された統一主体国民会議の初代事務総長に任命された。1974年8月から1975年12月までは3度目の第36代内務部長官を務めた。その後1979年の第10代総選挙に民主共和党の公認で立候補して当選し、国会議員となった。政界引退後は大韓バレーボール協会長、JSA自由の家建設団長、明洞コスモス百貨店顧問、国際親善交流団体フレンドシップ・フォース・インターナショナル韓国会長としても活動した。
2008年2月20日、持病により85歳で死去した。

## 親族
- 朴炯遠（朝鮮語版）（弟） - 政治家、実業家
- 金在明（朝鮮語版）（妹の夫） - 軍人、実業家